# Deutsche Goldreserven

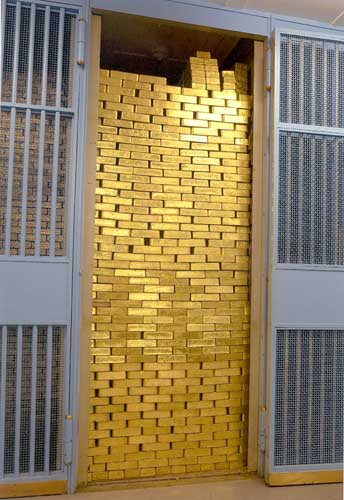
Goldlager der Federal Reserve Bank von New York

Als Deutsche Goldreserven werden diejenigen Goldreserven bezeichnet, die im Eigentum der Deutschen Bundesbank stehen. Die Bundesrepublik Deutschland verfügt nach den USA über die zweitgrößten Goldreserven der Welt. Dabei lagert etwas mehr als die Hälfte der Goldbestände in Frankfurt, nämlich 50,51 %. 12 % der Bestände hält die Bank of England in London und 37 % die Federal Reserve Bank of New York (Stand 2022).

## Allgemeines
Gemäß § 3 BBankG hält und verwaltet die Deutsche Bundesbank die Währungsreserven und mithin den Goldbestand. Dieser umfasste am 31. Dezember 2019 3.366.500 kg Feingold in Goldbarren. Ausgewiesen wurden diese Goldbestände in der Bilanz der Bundesbank mit 146,562 Mrd. Euro; 2021 waren es 173,821 Mrd. Euro. Daneben besitzt die Bundesbank umfangreiche Währungsreserven.
Die Goldreserven der Bundesbank sind seit dem Ende der 1960er Jahre die zweitgrößten der Welt. Nur die Vereinigten Staaten haben noch größere Goldreserven.
Die Bundesbank könnte die Reserven im Zuge einer Währungskrise verpfänden oder verkaufen.

## Bestand und Lagerstellen
Jedes Jahr veröffentlicht die Deutsche Bundesbank einen „Bericht zum Goldbestand der Deutschen Bundesbank“, in dem Barren-, Melt- oder
Inventarnummer, Barrenanzahl, Bruttogewicht, Feingewicht und Feingehalt sämtlicher im Besitz der Bundesbank befindlichen Goldbarren unter Angabe der Lagerstätte aufgelistet werden.
Der Goldbestand der Bundesbank nahm in den Jahren 1998 bis 2024 von 3.551 auf 3.351 t, d. h. um 200 t ab. Mit dem Übergang vom Europäischen Währungssystem zur Europäischen Währungsunion übertrug die Bundesbank – wie alle am Eurosystem teilnehmenden Zentralbanken – Währungsreserven an die Europäische Zentralbank, darunter unter anderem 232 Tonnen Gold.
Im Jahr 2013 beschloss die Bundesbankdirektion ein neues Lagerstellenkonzept für die deutschen Goldreserven, nach dem ab 2020 die Hälfte der deutschen Goldreserven im Inland lagern sollte. Bis 2017 wurden 300 Tonnen Gold aus New York und 374 Tonnen aus Paris nach Frankfurt gebracht. Die damit verbundene Auflösung des Depots in Paris wurde damit begründet, dass Frankreich genauso wie Deutschland den Euro als Währung habe und Paris kein Handelsplatz für Gold wie etwa London sei. Während zum Jahresende 1998 nur 119 t Gold in Frankfurt lagerten (3,4 % des Gesamtbestands), waren es Ende 2024 1710 t (51,0 %).
Die Goldbestände in New York, Paris und London waren aufgrund anhaltender deutscher Exportüberschüsse entstanden. Die Importe aus Deutschland wurden von den Empfängerländern teilweise in Reservewährungen und teilweise in Gold bezahlt und das Gold wurde der Einfachheit halber und aus Kostengründen vor Ort eingelagert. Das Gold in  New York, London oder Paris war also nicht aus Deutschland dorthin transportiert worden. Insofern sind immer wieder erhobene Forderungen nach „Zurückholung“ der deutschen Goldreserven irreführend. Während der Zeit des Kalten Krieges spielten auch sicherheitspolitische Überlegungen eine Rolle, d. h. man wollte das Gold an einem weit von der Sowjetunion entfernten Ort aufbewahrt sehen.
Ende 2022 hatte der Goldbestand nach Angaben der Bundesbank einen Wert von 184 Milliarden Euro. Ende 2021 belief sich der wertmäßige Anteil des Goldes an den Währungsreserven der Bundesbank auf rund 66 %. 1972 lag der Anteil noch unter 30 %, was maßgeblich an dem damals viel niedrigeren Goldpreis lag.
Die Unversehrtheit der Goldbarren wird regelmäßig zerstörungsfrei mittels Ultraschall, mit einem Röntgenfluoreszenzspektrometer (um die Zusammensetzung des Materials an der Oberfläche zu analysieren) und mit einer speziellen digitalen Präzisionswaage geprüft.
Die Bundesbank verkauft jährlich einige wenige Tonnen Gold an das Bundesfinanzministerium zur Prägung von Gedenkmünzen; ansonsten kauft und verkauft die Bundesbank kein Gold.
| Lagerstandort                    | 31.12. 1998 | 31.12. 2016 | 31.12. 2017 | 31.12. 2018 | 31.12. 2019 | 31.12. 2020 | 31.12. 2021 | 31.12. 2022 | 31.12. 2023 | 31.12. 2024 |
| -------------------------------- | ----------- | ----------- | ----------- | ----------- | ----------- | ----------- | ----------- | ----------- | ----------- | ----------- |
| Bundesbank, Frankfurt            | 119         | 1.619       | 1.710       | 1.710       | 1.710       | 1.710       | 1.710       | 1.710       | 1.710       | 1.710       |
| Federal Reserve System, New York | 1.537       | 1.236       | 1.236       | 1.236       | 1.236       | 1.236       | 1.236       | 1.236       | 1.236       | 1.236       |
| Bank of England, London          | 1.521       | 432         | 427         | 423         | 420         | 416         | 412         | 409         | 407         | 405         |
| Banque de France, Paris          | 374         | 91          | 0           | 0           | 0           | 0           | 0           | 0           | 0           | 0           |
| Insgesamt                        | 3.551       | 3.378       | 3.374       | 3.370       | 3.367       | 3.362       | 3.358       | 3.355       | 3.353       | 3.351       |

## Entwicklung

### Gründerzeit und Erster Weltkrieg
Nach dem Deutsch-Französischen Krieg 1870/71 forderte und erhielt das Deutsche Reich von Frankreich Reparationen in Höhe von fünf Milliarden Französischen Francs. So flossen dem Deutschen Reich große Mengen Gold und Silber in Münzform zu (5-Franc-Stücke enthielten 45 Gramm Feinsilber, 10-Franc-Stücke enthielten 2,9032 Gramm Feingold). Diese waren einer der Auslöser für den Wirtschaftsboom in der Gründerzeit.
Ein kleiner Teil von 120 Mio. FF wurde als Reichskriegsschatz im Juliusturm der Zitadelle Spandau eingelagert und fiel nach dem Ende des Ersten Weltkrieges zurück an Frankreich.

### Zweiter Weltkrieg
Kurz nach dem Anschluss Österreichs im März 1938 ließ das NS-Regime die Goldreserve und die Devisenreserven Österreichs, die aufgrund der deflationistischen Wirtschaftspolitik der Regierungen in den 1930er Jahren beachtliche Bestände erreicht hatten, in das devisenarme Deutschland transportieren. So gerieten mehr als 2,7 Milliarden Schilling an Gold und Devisen unter NS-Kontrolle.
Auf Grund der deutschen Bedrohung verlagerte Belgien ein Drittel seiner Goldreserven ins Vereinigte Königreich, ein Drittel nach Kanada und die Vereinigten Staaten und nahezu den Rest nach Südfrankreich. Frankreich verschiffte bei Ausbruch des Krieges den größten Teil dieses Goldes nach Dakar im Senegal (statt es, wie von der belgischen Regierung gefordert, in die Vereinigten Staaten zu senden.) Nachdem Deutschland 1940 Belgien und Frankreich besetzt hatte, forderte das deutsche Außenministerium die Übergabe der im Senegal befindlichen belgischen Goldreserve. 1941 veranlassten französische Beamte des Vichy-Regimes den Transport von 4.944 Kisten mit 198 Tonnen Gold, die nach einigen politischen Scheinmanövern am 9. Oktober 1942 offiziell in den Besitz von Vertretern der Deutschen Reichsbank kamen. Die Barren wurden danach eingeschmolzen, in Preußische Staatsmünzen geprägt und in die Schweiz gebracht, um von den Erlösen Waren und Munition von neutralen Ländern zu kaufen. (Die Banque de France erstattete der Belgischen Nationalbank nach Kriegsende eine Kompensation für den Verlust dieses Goldes.)

### Bretton-Woods
Die heutigen deutschen Goldreserven stammen aus der Zeit des Bretton-Woods-Systems (1944–1973) und der Europäischen Zahlungsunion (1950–1958), als Staaten mit Leistungsbilanz-Defiziten denjenigen mit Leistungsbilanz-Überschüssen Gold überschrieben.
Von 1945 bis 1950 hatte Deutschland keine Goldreserven. 1948 wurde die Bank deutscher Länder (Vorgängerin der Bundesbank) gegründet. Sie besaß 1951 zum ersten Mal Gold; der Bestand am Jahresende 1951 betrug 24,5 Tonnen. 1968 erreichte die Goldmenge im Eigentum der Bundesbank einen Hochstand; zum Jahresende 1968 betrug sie 4.033,8 Tonnen. Die Bundesbank (bis 1. August 1957 Bank deutscher Länder) erhielt das Gold in New York (Sitz der FED), London (Sitz der Bank of England) und Paris (Sitz der Banque de France) und beließ es angesichts des Kalten Krieges dort.
Im Jahr 1969 sank der Goldbestand durch den Verkauf von 14 Millionen Unzen Gold an die FED auf 3.625,4 Tonnen. In den Jahren 1970 bis 1973 nahm der Goldbestand leicht zu.

### Nach Bretton-Woods
Nach dem Zusammenbruch des Bretton-Woods-Systems 1973 blieb dieser Bestand bis 1977 fast unverändert bei etwa 3.658 Tonnen. 1977 ließ die Bundesbank Goldbestände von ihrem Depot bei der Bank of England auf das BIZ-Depot bei der Bank of England übertragen und erhielt im Gegenzug eine Gutschrift auf ihrem Goldkonto bei der BIZ (Bank für Internationalen Zahlungsausgleich) in Basel.
Nachdem die Bundesbank 1999 6,5 % ihrer physischen Goldreserven an die EZB übertrug (als deutschen Anteil der Währungsreserven) erwog sie im Januar 2004 den Abbau der Reserven um weitere 20 % innerhalb der folgenden fünf Jahre.
Zu diesem Zeitpunkt betrug die Menge der Reserven 3440 Tonnen,
ein Jahr darauf 3433 t.
Die Bundesrepublik Deutschland, zusammen mit anderen europäischen Staaten, verpflichtete sich 2009 im dritten Central Bank Gold Agreement, insgesamt nicht mehr als 400 t Gold pro Jahr über einen 5-jährigen Zeitraum zu veräußern. Im März 2012 betrug der Bestand jedoch immer noch 3396 t.
Der Marktwert betrug infolge des damals hohen Goldpreises zeitweise 136 Mrd. Euro.
Ende 2014 nannte die Bundesbank einen Goldbestand von 3.384,2 Tonnen Gold.

## Diskussion um die Lagerung im Ausland
Seit 1998 unterscheidet die Bundesbank in ihren Bilanzen nicht mehr zwischen (physisch vorhandenem) Gold und Goldforderungen.
Die Lagerstellen der nationalen Goldreserven befinden sich oft im Ausland. Deshalb ist ein Lagerrisiko in Form des Transferstopprisikos in der Weise vorhanden, dass politische Ereignisse (wie Embargo) oder höhere Gewalt (Bürgerkrieg) die Auslieferung der Goldbarren an den Eigentümer Bundesbank verhindern können. Deshalb haben sich Zentralbanken als Eigentümer der staatlichen Goldreserve seit 2002 bemüht, die Anzahl der ausländischen Lagerstellen zu vermindern und/oder die Goldreserven im eigenen Land zu lagern.
Bundestagsabgeordnete wie  Martin Hohmann erhielten auf ihre zum Teil wiederholt gestellten Fragen von der Bundesregierung ungenaue Antworten. So sagte Barbara Hendricks, Parlamentarische Staatssekretärin, am 1. Oktober 2002: „Die Deutsche Bundesbank hält einen großen Teil ihrer Goldbestände in eigenen Tresoren im Inland.“
Die defensive Informationspolitik von Bundesbank und Bundesregierung sorge erst dafür, dass „eine Menge Seemannsgarn gesponnen“ wird und Verschwörungstheorien entstehen. In dem Zusammenhang wurde bekannt, dass die Zentralbanken in New York, London und Paris den Wunsch der Bundestagsabgeordneten Philipp Mißfelder (CDU) und Marco Wanderwitz (CDU), die physischen Goldbestände der Bundesbank in Augenschein zu nehmen, ablehnten. Nach Mitteilung der Bundesbank wurden die im Ausland lagernden Goldbestände durch die interne Revision der Bundesbank kontrolliert, allerdings ohne Inventur.
Im Mai 2012 bildete sich eine Bürgerinitiative mit dem Namen „Holt unser Gold heim!“. Deren Aufruf zur Rückführung der Goldreserven nach Deutschland haben über 13.000 Menschen unterschrieben. Hinter der Aktion steht auch der Bund der Steuerzahler Bayern e. V. und der frühere BDI-Chef Hans-Olaf Henkel.
Der Bundesrechnungshof ermittelte im Auftrag des Bundestags, ob die Bundesbank ihre ausländischen Goldbestände einer regelmäßigen Inventur unterwirft. Am 22. Oktober 2012 veröffentlichte der Bundesrechnungshof einen Bericht an den Bundestags-Haushaltsausschuss, in dem eine regelmäßige Inventur der im Ausland verwahrten deutschen Goldreserven gefordert wurde, da die Währungsreserven einen hohen Wert erreichten.
Nach der Rüge des Rechnungshofes erklärte die Bundesbank, 50 Tonnen jährlich aus New York nach Frankfurt holen zu wollen. Die Bestände sollen dort eingeschmolzen, auf ihre Qualität geprüft und in neue Barren gegossen werden. Die in der Bundesbank-Zentrale verwahrten Bestände bestehen dem Bundesrechnungshof-Bericht zufolge aus 82.857 Barren, die überwiegend in verplombten Containern mit je 50 Barren lagern, die in vier separat verschlossenen Tresorboxen lagern, ein Teil davon (6183 Barren) in offenen Regalen in einem separaten Tresor.
In einer Pressemitteilung vom 16. Januar 2013 teilte das Vorstandsmitglied der Bundesbank Carl-Ludwig Thiele mit, dass bis zum Jahr 2020 insgesamt 19 % der deutschen Goldbestände aus dem Ausland nach Frankfurt, entsprechend 674 Tonnen Gold aus den Vereinigten Staaten und Frankreich, mit einem Gesamtwert von 27 Milliarden Euro, verbracht werden. Das Golddepot in Paris soll ganz aufgelöst werden. In New York verbleiben 37 % statt bisher 45 % des deutschen Goldes. In der Bank of England lagernde Goldreserven im Umfang von 13 % blieben unverändert. Das Pariser Golddepot werde aufgrund der gemeinsamen Währung und weil in Frankfurt Lagerkapazitäten frei seien, aufgelöst. Der Bundesrechnungshof betonte, dass es ihm nie um die Verlagerung des Goldes nach Deutschland ging, sondern um die Erstellung eines klaren Konzeptes, in dem begründet würde, warum und wie viel Gold wo gelagert werde. Die vollständige Rückholung aus Frankreich erfolgt unter anderem, weil in einer Währungskrise in Paris aufgrund der gemeinsamen Währung keine Devisen zu erhalten seien.
Ab März 2025 tauchte das Thema der in den USA gelagerten Goldreserven erneut in den Medien auf. Ausgangspunkt war ein Artikel des Mediums bild.de, auf den sich in den folgenden Tagen mehrere Medien bezogen. Zitiert wurde in diesem Zusammenhang hauptsächlich der Lobbyist Michael Jäger (Bund der Steuerzahler Deutschland) mit der Forderung einer umgehenden „Rückholung“ und „physikalischen Prüfung“. Die Politiker Marco Wanderwitz (CDU) und Markus Felber (CSU) wurden in dem Artikel als Unterstützer des Anliegens dargestellt. Ein Artikel auf zdf.de zitierte Jäger einige Tage später ebenfalls im Original. Der ursprüngliche Artikel wurde in der Folge von mehreren Medien zitiert, wobei teilweise der Eindruck entstand, es handele sich um eine relevante Debatte, die von einer größeren Anzahl Politiker geführt werde.

Rolf Langhammer vom Institut für Weltwirtschaft hält die Forderung für „völlig unbegründet“ und „kontraproduktiv“, die Bundesbank erteilt den Überlegungen ebenfalls eine klare Absage und betont das jahrzehntelange Vertrauen in die Fed.

## Verlagerung ins Inland

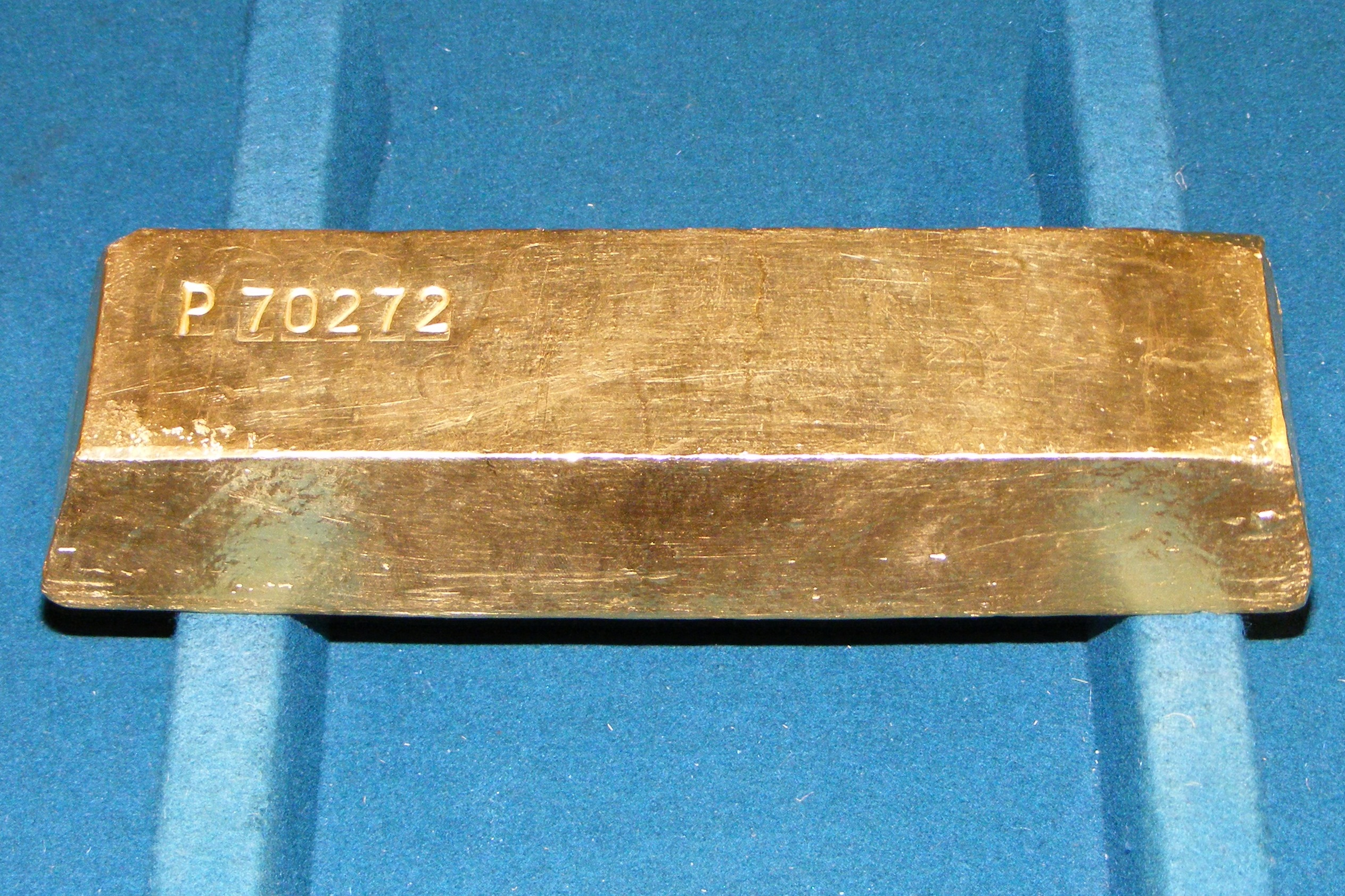
Goldbarren mit einem für Zentralbanken üblichen Gewicht von 12,441 kg

2013 begann die Bundesbank mit den angekündigten Verlagerungen, oft auch als „Rückholung“ bezeichnet. Da dieses Gold vorher nicht in Deutschland gelagert worden war, ist diese Bezeichnung allerdings sprachlich unzutreffend.
Die Transporte liefen im Jahr 2013 hauptsächlich mit Gold aus Paris an, was wegen der geringen Entfernung schneller zu organisieren war. Insgesamt wurden knapp 37 Tonnen Gold nach Frankfurt transportiert, davon vorerst nur 5 Tonnen aus New York. Da die veraltete Form der Barren aus New York nicht zu der (dem aktuellen Standard entsprechenden) Barrenform passte, wie sie das Gold aus London und Paris schon hatte, ließ die Bundesbank die Barren aus New York nach der Ankunft in Europa einschmelzen und in neue Formen gießen. Dabei wurde laut Bundesbankpräsident Jens Weidmann der Transport der nummerierten Barren von Bundesbank-Mitarbeitern vom Abtransport bis zum Schmelzbetrieb und der Einlagerung in Frankfurt anhand der Bestandslisten kontrolliert. Einen Grund zur Beanstandung hinsichtlich Gewicht und Feingehalt habe es nicht gegeben. Im Rahmen von Swap-Geschäften hatte die Bundesbank in den 1960er-Jahren ebenfalls Gold unter Good-Delivery-Standard akzeptiert und diese auf Kosten der USA umschmelzen lassen.
Weitgehend unbeachtet war bereits um die Jahrtausendwende Gold im größeren Stil aus London nach Frankfurt verlagert worden. Ca. 929 Tonnen (2000: 661 Tonnen und 2001 ca. 268 Tonnen) wurden aus der Bank of England zur dauerhaften Einlagerung in die Frankfurter Tresore transferiert. Die von der Bundesbank zur Prägung von Gedenkmünzen jährlich verkauften ca. vier bis sechs Tonnen Gold werden seit 2008 ebenfalls aus London geholt.
| Verlagerung in t (gerundet)    | Soll 1 | 2000 | 2001 | Soll 2 | 2013 | 2014 | 2015 | 2016 | 2017 |
| ------------------------------ | ------ | ---- | ---- | ------ | ---- | ---- | ---- | ---- | ---- |
| Bank of England, London        | 929    | 661  | 268  | -      | -    | -    | -    | -    | -    |
| Federal Reserve Bank, New York | -      | -    | -    | 300    | 5    | 85   | 99   | 111  | -    |
| Banque de France, Paris        | -      | -    | -    | 374    | 32   | 35   | 111  | 105  | 91   |
| Insgesamt                      | 929    | 661  | 268  | 674    | 37   | 120  | 210  | 216  | 91   |

Mit der Einlagerung von 91 Tonnen Gold aus Paris in Frankfurt wurde 2017 das Depot in der Banque de France aufgelöst. Damit ist die Verlagerung bereits deutlich eher abgeschlossen als ursprünglich angedacht. Insgesamt kostete die Verlagerung der Goldbarren nach Frankfurt von 2013 bis 2017 über 7 Millionen Euro.

## Aktuelle Lagerstellen
Im Jahr 2021 lagerten die deutschen Goldreserven wie folgt. Dabei haben die beiden ausländischen Lagerorte der deutschen Goldreserven unterschiedliche Funktionen und Lagerbedingungen. Die Barren in London sind offen und einzeln zugänglich gelagert, da an diesem internationalen Handelsplatz für Gold sich die Bestände öfter verändern. In New York liegen die Barren nur zur Aufbewahrung und daher sehr wenig beweglich. Beide Bestände werden regelmäßig von der Bundesbank mit zerstörungsfreien Methoden (Ultraschall, Röntgenfluoreszenzspektrometer und Präzisionswaage) auf Homogenität, Feingehalt und Gewicht untersucht.
Zum Vergleich, wo andere Staaten ihre Goldreserven mit welchem Anteil lagern, sind Österreich, die Schweiz, Italien und die USA in der Liste enthalten.
| Staat              | Lagerstellen                                                                                                   | nationale Goldreserven           |
| ------------------ | --- | -------------------------------- |
| Deutschland        | Frankfurt am Main Federal Reserve Bank of New York Bank of England                                             | 50,6 % 36,6 % 12,8 %             |
| Österreich         | Oesterreichische Nationalbank / Münze Österreich Bank of England Schweizerische Nationalbank                   | 50,0 % 30,0 % 20,0 %             |
| Schweiz            | Schweizerische Nationalbank Bank of England / Bank of Canada                                                   | 70,0 % 30,0 %                    |
| Italien            | Palazzo Koch (Banca d’Italia) Bank of England / Schweizerische Nationalbank / Federal Reserve Bank of New York | 50,0 % 50,0 %                    |
| Vereinigte Staaten | Fort Knox Westpoint Denver Federal Reserve Bank of New York Working Stock (all locations)                      | 56,3 % 20,7 % 16,8 % 5,1 % 1,1 % |